# Bulverismo
Bulverismo é o termo cunhado por C. S. Lewis para descrever uma falácia lógica na qual, em lugar de refutar um determinado argumento, uma pessoa assume que o mesmo esteja errado, passando em seguida a explicar o porquê de seu oponente estar fazendo uso de tal argumento. Trata-se essencialmente de uma falácia ad hominem circunstancial, similar à mudança sujeito-motivo apresentada por Antony Flew. O Bulverismo é falacioso porque os motivos de uma pessoa em nada interferem na veracidade ou falsidade de um argumento usado por essa pessoa. Lewis escreveu sobre o tema em um ensaio de mesmo nome em 1941, disponível em seu livro "God in the Dock" (Deus no Tribunal).
Ele explica a origem do termo da seguinte maneira:
| “ | Você deve mostrar que uma pessoa está errada antes de começar a mostrar por que ela está errada. O método moderno é assumir sem discussão que ela está errada e então desviar sua atenção disso (a única questão realmente relevante) através de um ativo esforço em explicar como ela se tornou tão estúpida. Ao longo dos últimos quinze anos eu percebi esse vício tão freqüentemente que tive que cunhar um nome para isso. Eu o chamo de "Bulverismo". Algum dia irei escrever uma biografia sobre seu inventor imaginário, Ezekiel Bulver, cujo destino foi determinado aos cinco anos, quando ouviu sua mãe dizer a seu pai — que insistia em manter que dois lados de um triângulo juntos são maiores do que o terceiro — "Você diz isso porque é homem". Naquele momento, Bulver narra, "iluminou minha mente a luz da grande verdade dizendo que a refutação não é necessariamente parte de um argumento". Assuma que seu oponente está errado e o mundo cairá aos seus pés. Tente provar que ele está errado ou (ainda pior) tente descobrir se ele está errado ou certo e o dinamismo nacional de nosso tempo irá lançar você contra a parede". Assim Bulver tornou-se um dos criadores do século vinte. | ” |
|   | — C. S. Lewis, . |   |

## Exemplos
| “ | Suponha que eu pense, após fazer meus apontamentos, que eu tenha uma grande soma no banco. E suponha que você queira descobrir se essa minha convicção seja apenas sugerida. Você jamais chegará a uma conclusão examinando minhas condições psicológicas. Sua única chance de descobrir será sentando e fazendo o cálculo você mesmo. Ao verificar meus números então, e apenas então, você irá saber se eu tenho a soma ou não. Se você considerar meus cálculos corretos, então qualquer consideração sobre minhas condições psicológicas será apenas perda de tempo. Se você considerar meus cálculos errados, então pode ser relevante explicar psicologicamente como eu pude errar tanto na minha aritmética e a doutrina do desejo inacessível se tornará relevante — mas apenas depois de você mesmo ter feito a soma e descoberto o meu erro em aspectos puramente matemáticos. O mesmo se dá com todas as ideias em todos os sistemas de pensamento. Se você tentar descobrir o que é errado especulando sobre os desejos das pessoas, você está simplesmente iludindo você mesmo. É preciso primeiro encontrar em bases essencialmente lógicas as falhas do argumento. Depois disso, se quiser, vá e procure as causas psicológicas do erro. | ” |
|   | — C. S. Lewis, . |   |

Koperski para exemplificar essa falácia usa como exemplo um professor marxista:
| “ | Considere uma analogia. Quando eu era estudante graduado, um dos meus professores era um marxista comprometido. Como consultor da faculdade de um grupo de estudantes socialistas, ele certamente estava interessado em se tornar professor para promover suas opiniões políticas. Ele esperava persuadir os estudantes a fazerem o mesmo. Agora considere os artigos que publicou em revistas científicas. O fato de ter uma motivação política afetou a força de seus argumentos nesses artigos? Os editores dessas revistas terão em consideração sua agenda política? | ” |
|   | — Koperski, 2008.. |   |

E ele mesmo conclui com o que é óbvio:
| “ | Como qualquer estudante de lógica sabe, a resposta é Não. Uma motivação para apresentar um argumento não têm qualquer importância na validade desse argumento. Avaliar uma conclusão questionando a motivação de alguém é um ataque de ad hominem. Argumentos devem ser julgados por seus méritos, independentemente da fonte. | ” |
|   | — Koperski, 2008.. |   |